# Onchidella kurodai
Onchidella kurodai is een slakkensoort uit de familie van de Onchidiidae. De wetenschappelijke naam van de soort is voor het eerst geldig gepubliceerd in 1935 door Taki.